# Чіп і Дейл — бурундучки-рятівнички
«Чіп і Дейл — бурундучки́-рятівнички́» (англ. «Chip 'n Dale Rescue Rangers») — анімаційний телесеріал студії Волта Діснея. У серіалі класичні діснеївські персонажі — бурундуки Чіп та Дейл, разом із трьома своїми новими друзями: Пружинкою (англ. Gadget Hackwrench), Сирогризом (англ. Monty, Monterey Jack) та Ґедзиком (англ. Zipper), виступають у ролі детективів: розслідують та розкривають різноманітні злочини.
Серіал почав виходити на екрани 5 березня 1989 року на каналі Disney Channel, де було продемонстровано перші 13 серій. «Чіп і Дейл — бурундучки-рятівнички» продовжував виходити до 1993 року. Загалом було виготовлено 65 серій.
Серіал був знятий у 1989—1990 роках разом із «Качиними історіями», у 1991 році став одним із перших серіалів Діснея, показаних на територіях Радянського Союзу, країн східного блоку, Китаю, В'єтнаму, Куби та Венесуели.

## Український дубляж
Мультсеріал дубльовано студією «Le Doyen» на замовлення компанії «Disney Character Voices International» у 2011 році.
- Переклад і текст пісень — Сергій Ковальчук
- Режисер дубляжу — Людмила Ардельян
- Музичний керівник — Тетяна Піроженко
- Диктор — Михайло Войчук
- Вокал — Артем Кузьменков

Ролі дублювали:
- Чіп — Катерина Качан
- Дейл — Дмитро Сова
- Пружинка — Марина Локтіонова
- Сирогриз — Ігор Щербак
- Німнул — Дмитро Вікулов
- Співак — Артем Кузьменков
- Персі — Олександр Погребняк
- Пробка / Лікар — Олег Лепенець
- Сміттяк — Максим Кондратюк
- Мама Бакланчика — Ніна Касторф
- Роджер — Микола Карцев
- Каніна — Людмила Ардельян
- Заза — Ірина Дорошенко
- Дикий Біл Гикавка — Микола Боклан
- Фотограф / Капітан — Михайло Войчук

А також: Валерій Легін, Олена Узлюк, Дмитро Завадський, Юлія Перенчук, Андрій Мостренко, Ольга Радчук, Володимир Канівець, В'ячеслав Дудко,

## Персонажі та озвучення

### Головні персонажі
- Чіп (англ. Chip) — Тресс Мак-Нілл (ориг.), Катерина Качан [Архівовано 17 серпня 2021 у Wayback Machine.] (укр.)   — бурундук, неофіційний лідер команди. Серйозно ставиться до своїх обов'язків, завжди намагається все продумувати, але при цьому легко «заводиться», особливо коли Дейл клеїть дурня або вередує. Полюбляє читати детективи.
- Дейл (англ. Dale) — Корі Бартон (ориг.), Дмитро Сова (укр.) — бурундук, найвеселіший і найменш серйозний рятівник. Любить відеоігри, кіно (найбільше — наукову фантастику й фільми жахів) і рок-музику, обожнює солодке; ненавидить прибирання. Часто дратує Чіпа; буває, що й до бійки доходить, але потім вони завжди миряться. Під час розслідування якоїсь справи іноді відволікається, але може бути серйозним, коли він або його друзі потрапляють в біду. Також до розслідування іноді має творчий підхід (наприклад у серіях: "Пісенька нічного Дейловейка" (в ориг. "Song of the night 'n Dale), "Бурундучки-двурундучки" (в ориг. "Double 0 chipmunk"), "Електростанція "Мишачий поводир" " (в ориг. "The pied piper power play) та ін.)
- Пружинка  (англ. Gadget Hackwrench) — Тресс Мак-Нілл (ориг.), Марина Локтіонова (укр.) — мишка, єдина дівчина в команді. Механік і винахідник, постійно винаходить щось нове та здатна змайструвати майже що завгодно з усілякого мотлоху (наприклад, гарпун з олівця, гребінця та вантуза). Чіп і Дейл симпатизують їй, але вона ставиться до них лише як до друзів.
- Сирогриз (англ. Monterey Jack) — Пітер Каллен, Джим Каммінгс (ориг.), Ігор Щербак (укр.) — австралійська миша, найбільший та найсильніший учасник команди. У минулому багато подорожував, часто розповідає різні історії зі свого життя. Слабке місце Сирогриза — «напади сирності»: варто йому відчути запах сиру, як він у трансі починає йти на нього (власне, рятівники багато часу проводять у поліцейському відділку саме тому, що головний офіцер полюбляє сирні страви). Непоганий кухар. Єдине, чого він боїться — коти.
- Ґедзик (англ. Zipper the Fly) — Корі Бартон (ориг.), Максим Запісочний (укр.), муха, член команди рятівників. Ґедзикове вміння літати часто стає у пригоді команді, завдяки чому він часто виконує завдання, які не під силу іншим рятівникам. Мова — нерозбірливий комашиний писк та дзижчання, тільки Сирогриз (та, можливо, інші комахи) здатні його розуміти; в оригіналі інколи промовляє короткі фрази, як то «I don't know» («Не знаю»), «Yes, sir!» («Так, сер!») або «I'm OK» («Я в нормі»). Ґедзик найменший у команді, але дуже хоробрий і, як показано у деяких серіях, надзвичайно сильний, як на його розмір.

### Другорядні персонажі
- Котяра (англ. Fat Cat) — кіт, найперший ворог рятівників. Колись належав мафіозо Алдріну Клордейну, але після арешту останнього почав проводити власні кримінальні справи. Основний дохід отримує від казино, розташованого у велетенській статуї кота на даху фабрики з виробництва котячого корму, але постійно шукає способи збільшити свій капітал, як доречні, так і незвичні (наприклад, гіпнозував осетрів, щоб ті відкладали чорну ікру частіше). Його основний принцип — «я хочу все найкраще».
  - Мепс (англ. Mepps) — рудий худющий вуличний кіт, учасник банди Котяри. Судячи з його переламаного хвоста, у нього було бойове минуле. В основному виконує брудну роботу.
  - Прищ (англ. Wart) — ящірка, найрозумніший учасник банди Котяри. На відміну від Мепса та Крота, іноді користується повагою свого боса.
  - Кріт (англ. Mole) — кріт, учасник банди Котяри, але однозначно його злодієм назвати не можна. Як і годиться кроту, погано бачить, а іноді зовсім не розуміє, що коїться (яскравий приклад наведено у серії «Останній потяг до Грошейвіллю», де він гадки не має, навіщо Котярі розфарбована у золотий колір цегла). Крім того, не бажає багатства або слави (у серії «Хлопчина з лампи», коли Котяра запитує у своїх підопічних, чого їм хочеться, Кріт відповідає, що все, що він хоче — коробка цукерок). Найчастіше виступає як особистий кухар Котяри.
  - Шнобель (англ. Snout) — щур, учасник банди Котяри. З'являється не так часто, як попередні троє; говорить мало.
- Нортон Німнул (англ. Norton Nimnul) — безумний вчений, ворог рятівників. Невисокий, має майже лису голову дивної форми із залишками рудого волосся та носить окуляри із дуже товстими лінзами. Його мета — захопити владу над містом (іноді й всім світом) або щонайменше розбагатіти; іноді використовує свої винаходи, щоб комусь помститися (як у серії «В'язниця для кішок»). Має племінника Нормі, такого ж ненормального, як і він сам. Єдиний із персонажів людей, який знає про діяльність рятівників, тому що йому одного разу довелося з ними співпрацювати (серія «Людино-муха»).
- Щур Капоне (англ. Rat Capone) – щур, ворог рятівників, головний у своїй банді. Він має двох слуг – Арнольда Щурценегера та Цукроящера. Надзвичайно любить золото (у серії «Герої каналізації» навіть мав власний палац із різних крадених золотих коштовностей). Сам ніколи не виконує важку роботу, а наказує її робити своїм слугам або рабам. Капоне ненавидить рятівників, але любить Пружинку і заохочує її стати своєю дівчиною.
- Арнольд Щурценегер (англ. Arnold Mousenegger) – великий щур, учасник банди Щура Капоне. Він дуже сильний (це одразу видно за його формою тіла). Часто не розуміє ускладнених слів – розмовляє тільки простими. Він вірний Щуру Капоне і завжди виконує його накази. Часто він разом із Цукроящером любить посміятися із Капоне.
- Цукроящір (англ. Sugar Ray Lizard) – ящірка, учасник банди Щура Капоне. Порівняно з Арнольдом Щурценегером він розумніший, але слабший. Він вірний Щуру Капоне і завжди виконує його накази.
- Капітан Фін – морська рибина, ворог рятівників. Має свою банду з різних морських створінь. Він хоче помститися людям за те, що вони виловили усіх його однокласників. Фін знайшов у водах моря підводний човен, який знадобився йому для реалізації його плану помсти. Він мав намір пробити дірку у дамбі і затопити місто.
- Офіцери Кірбі та Малдун (англ. Officer Kirby and Officer Muldoon) — двоє поліцейських, які часто з'являються, щоб арештовувати злочинців. Кірбі — сильний, м'язистий афроамериканський офіцер, який зазвичай керує патрульною машиною. На відміну від Малдуна, він завжди уважно спостерігає за вулицями міста під час патрулювання. Малдун — помічник Кірбі.

| Персонаж        | Озвучення                           | Озвучення            |
| Персонаж        | Оригінальна версія                  | Українська версія    |
| Німнул          | Джим Каммінгс (Jim Cummings)        | Дмитро Вікулов       |
| Котяра          | Джим Каммінгс                       | Андрій Мостренко     |
| Мепс            | Пітер Каллен (Peter Cullen)         | Олег Лепенець        |
| Прищ            | Джим Каммінгс                       | Валерій Легін        |
| Кріт            | Корі Бертон (Corey Burton)          | Микола Боклан        |
| Шнобель         | Корі Бертон                         | Дмитро Завадський    |
| Веселий Роджер  | Джим Каммінгс                       | Микола Карцев        |
| Мама бакланчика | Тресс Мак-Нілл (Tress MacNeille)    | Ніна Касторф         |
| Савічка         | Дебора Воллі (Deborah Walley)       |                      |
| Темі            | Ноелл Норт (Noelle North)           | Ганна Голосніченко   |
| Капітан         | Джим Каммінгс                       | Михайло Войчук       |
| Лорд Вий        | Джим Каммінгс                       | Михайло Тишин        |
| Ірвіна          | Сінді Маккей (Sindy McKay)          | Людмила Ардельян     |
| Королева бджіл  | Сінді Маккей                        | Юлія Перенчук        |
| Спінеллі        | Джим Каммінгс                       | Максим Кондратюк     |
| Брік            | Корі Бертон                         | Сергій Солопай       |
| Джеремі         | Тресс Мак-Нілл                      | Максим Чумак         |
| Цукроящір       | Чак Макканн (Chuck McCann)          | Володимир Канівець   |
| Марвін          | Тресс Мак-Нілл                      | Станіслав Мельник    |
| Тінь-Лінь       | Роб Полсен (Rob Polsen)             | Остап Вакулюк        |
| Мінь-Тінь       | Сінді Маккей                        | Олена Борозенець     |
| Хімка           | Тресс Мак-Нілл                      | Олена Узлюк          |
| Капітан Фін     | Роб Полсен                          | Дмитро Гаврилов      |
| Щурценегер      | Браян Каммінгс (Brian Cummings)     | В'ячеслав Дудко      |
| Банши           | Петті Говет (Patti Howeth)          | Ольга Радчук         |
| Алдрін Клордейн | Алан Оппенгеймер (Alan Oppenheimer) | Олег Стальчук        |
| Персі           | Роб Полсен                          | Олександр Погребняк  |
| Плато           | Алан Оппенгеймер                    | Олександр Бондаренко |

## Трансляції в Україні
В Україні мультсеріал демонструвався з російським дубляжем під назвою «Чип и Дейл спешат на помощь» («Чіп і Дейл поспішають на допомогу») на каналі «1+1» з 7 вересня 2002 по 9 лютого 2003 року, з 17 вересня 2006 по 22 квітня 2008 року, з 7 червня по 28 листопада 2009 року, з 1 вересня по 2 листопада 2011 року, та з 22 серпня 2004 по 25 вересня 2005 року на телеканалі «Інтер». Прем'єра з українським дубляжем відбулася 22 листопада 2011 року о 07:15 на каналі «1+1» у ранковому шоу «Сніданок з 1+1». Потім показали на каналі «ТЕТ» з 3 червня по 30 серпня 2013 року у будні щоранку. З 8 лютого 2013 по 12 листопада 2016 року мультсеріал виходив на телеканалі «ПлюсПлюс». З 1 січня 2019 по 11 липня 2022 року транслювався на телеканалі «НЛО TV» у блоці Disney Club.